# Хелмут Шмит
Хелмут Хайнрих Валдемар Шмит (на немски: Helmut Heinrich Waldemar Schmidt) е германски политик от Германската социалдемократическа партия.

## Биография
Той е депутат в Бундестага (1953-1958), а след това вътрешен министър на Хамбург (1961-1965). През 1965 г. отново е избран в Бундестага и остава негов член до оттеглянето си от политиката през 1987 г. Хелмут Шмит става министър на отбраната (1969-1972) и министър на финансите (1972-1974) в правителството на Вили Бранд.
След оттеглянето на Вили Бранд, на 16 май 1974 г. Хелмут Шмит става федерален канцлер на Германия. Оттеглянето на подкрепата на Партията на свободните демократи за кабинета му го принуждава да подаде оставка и на 1 октомври 1982 г. е наследен на поста от Хелмут Кол.

### Мемоари
- Menschen und Mächte (Men and Powers), Siedler, Berlin 1987. Memoirs with focus on cold war politics.
- Die Deutschen und ihre Nachbarn (The Germans and their Neighbours), Siedler, Berlin 1990. Strong focus on European politics.
- Kindheit und Jugend unter Hitler, with Willi Berkhan et al. (Childhood and Youth under Hitler). Siedler, Berlin 1992.
- Weggefährten (Companions), Siedler, Berin 1996. Personal memoirs, with focus on personal relations with domestic and foreign politicians

### Политически съчинения
- Schmidt, Helmut. Balance of Power.   Kimber, 1971. ISBN 978-0-7183-0112-5.
- Schmidt, Helmut. A Grand Strategy for the West: The Anachronism of National Strategies in an Interdependent World.   Yale University Press, 1987. ISBN 978-0-300-04003-6.
- Schmidt, Helmut. Men and Powers: A Political Retrospective.   Random House, 1989. ISBN 978-0-394-56994-9.
- Schmidt, Helmut, Küng, Hans. A Global Ethic and Global Responsibilities: Two Declarations.   SCM Press, 1998. ISBN 978-0-334-02740-9.
- Schmidt, Helmut. Bridging the Divide: Religious Dialogue and Universal Ethics.   Queen's Policy Studies, 2008. ISBN 978-1-55339-220-0.
- Schmidt, Helmut. Auf der Suche nach einer öffentlichen Moral.   Stuttgart, DVA, 1998.
- Schmidt, Helmut. Die Selbstbehauptung Europas.   Stuttgart, DVA, 2000.
- Schmidt, Helmut. Die Mächte der Zukunft. Gewinner und Verlierer in der Welt von morgen.   Munich, Siedler, 2004.
- Schmidt, Helmut, Sieren, Frank. Nachbar China (Neighbour China), Econ.   Berlin, 2006.
- Schmidt, Helmut. Ausser Dienst.   Munich, Siedler, 2008.